# Museo Nacional de Lusaka
El Museo Nacional de Lusaka es un museo público situado en Independence Avenue, en Lusaka (Zambia), y es uno de los cuatro museos nacionales del país, creado como estrategia turística, cultural y educacional. Sus galerías se ocupan de la historia y la cultura nacionales; dispone de dos galerías en sendos pisos. Fue instituido en octubre de 1996. Cuenta con un departamento de educación que ofrece soporte a colegios, organiza visitas entre instituciones educativas y grupos interesados y realiza publicaciones.
El edificio también cuenta con una pequeña biblioteca, una sala de conferencias y un quiosco.

## Galerías
La galería inferior está dedicada a arte contemporáneo nacional desde 1964, año de la independencia de Zambia, mientras que la superior expone objetos históricos y relata la historia de Zambia desde la Antigüedad y su cultura popular.

## Horarios
Desde las 9 de la mañana hasta las 4 y media de la tarde. Cierra durante los periodos vacacionales locales.